# Prawo jazdy w Polsce

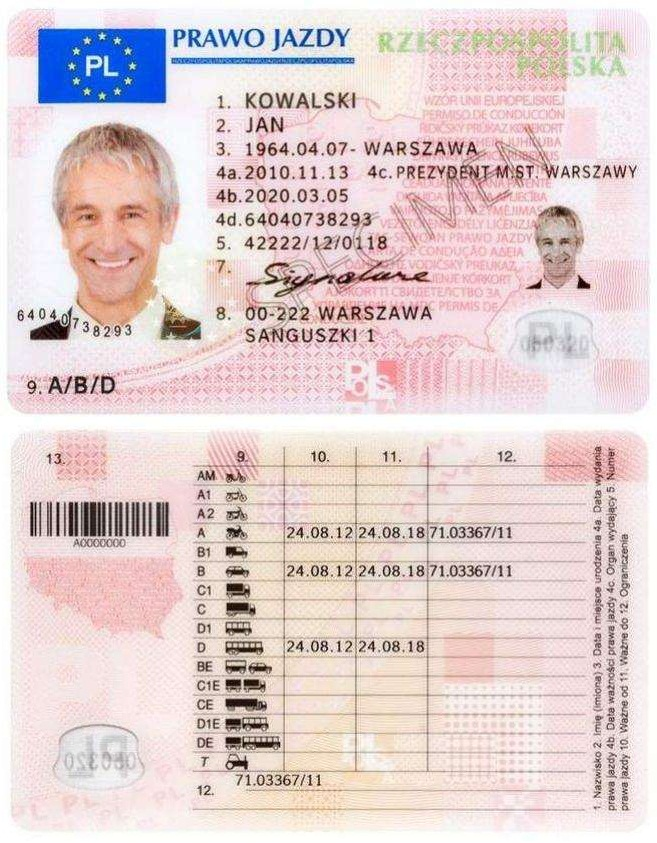
Polskie prawo jazdy według standardu UE po 19 stycznia 2013; wzór przygotowany przez Ministerstwo Transportu, Budownictwa i Gospodarki Morskiej – po 4 marca 2019 r. z prawa jazdy zniknął adres zamieszkania kierowcy

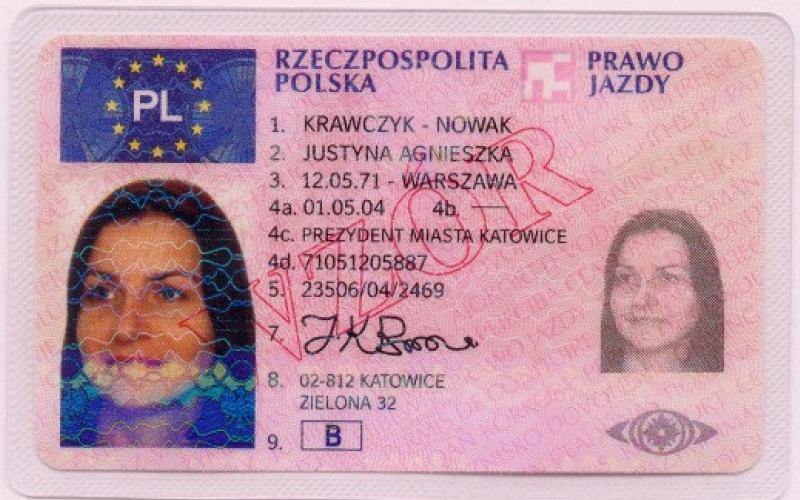
Polskie prawo jazdy według standardu UE po 1 maja 2004; wzór przygotowany przez Ministerstwo Infrastruktury. Obecnie wydawane prawa jazdy nie korzystają już z tego wzoru

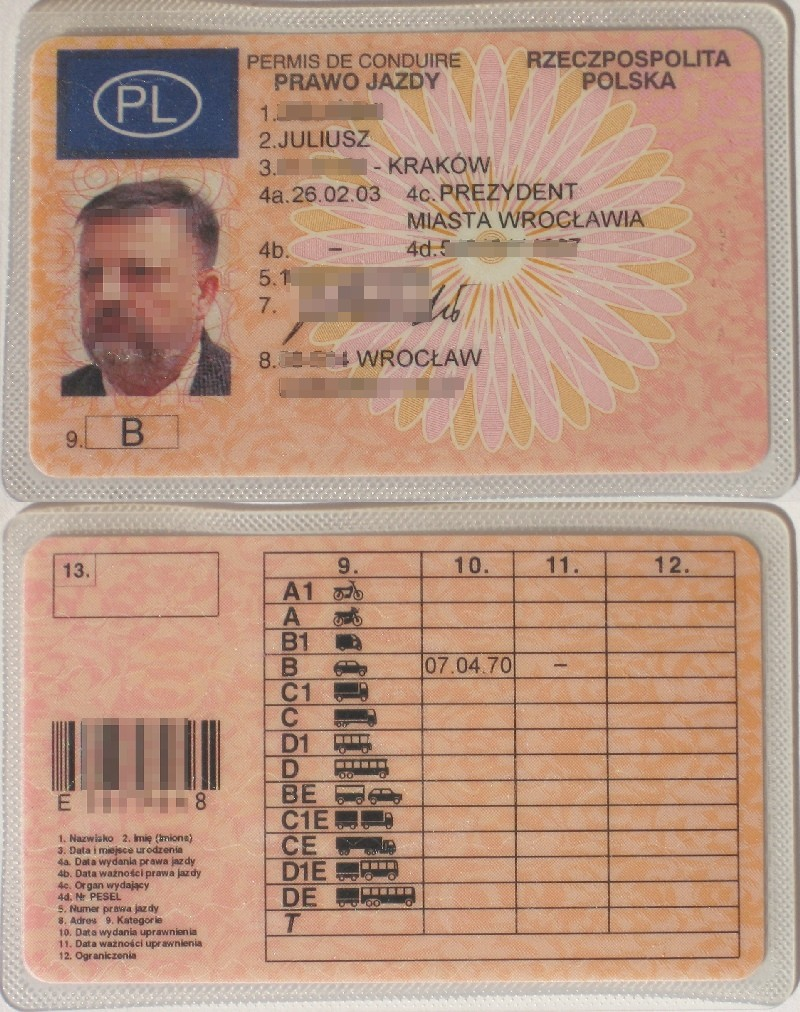
Polskie prawo jazdy według standardu UE z 1998, sprzed 1 maja 2004
zawiera punkt 4d: Nr PESEL właściciela oraz punkt 8: Adres właściciela, których brak w wersji niemieckiej

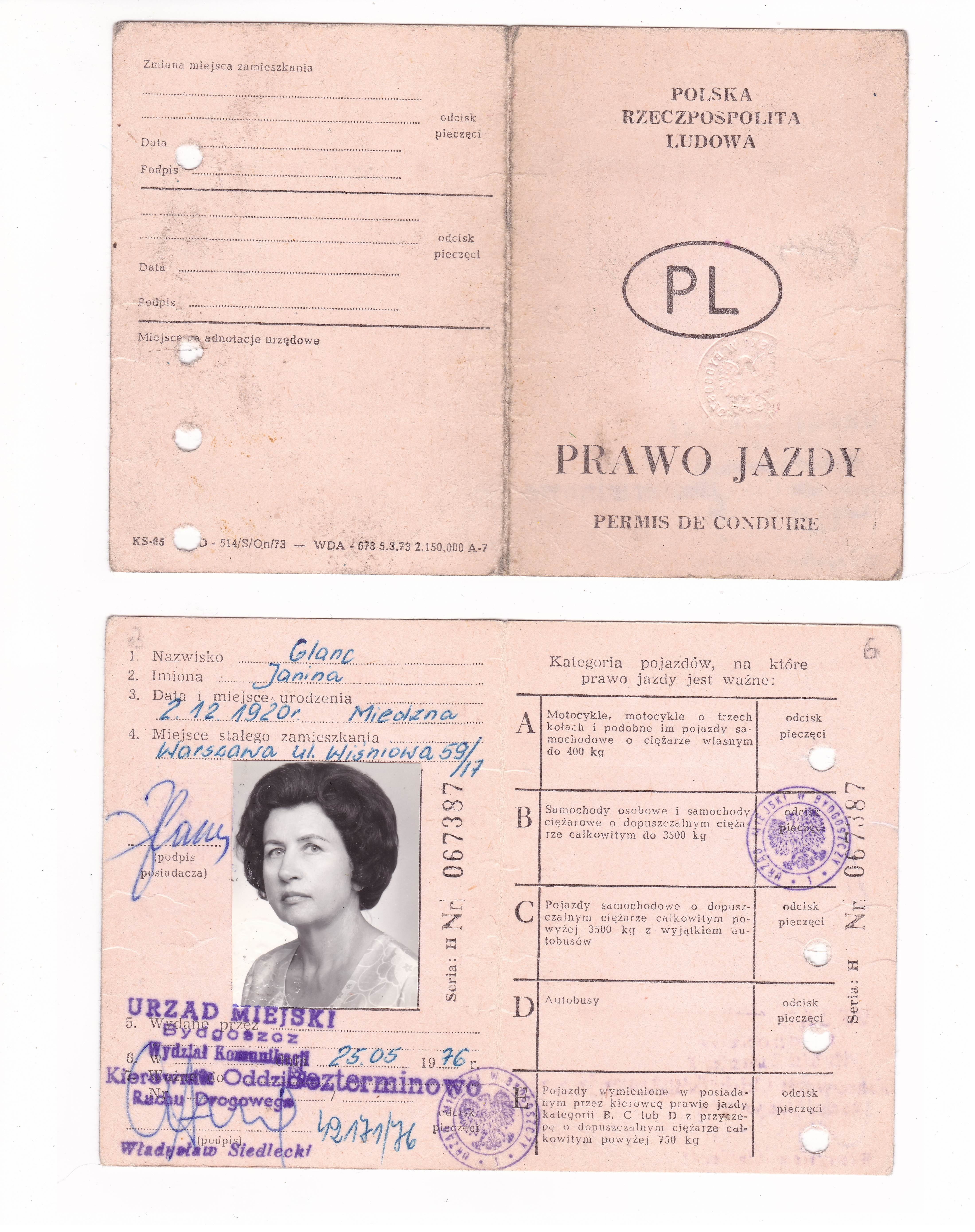
Prawo jazdy z okresu PRL

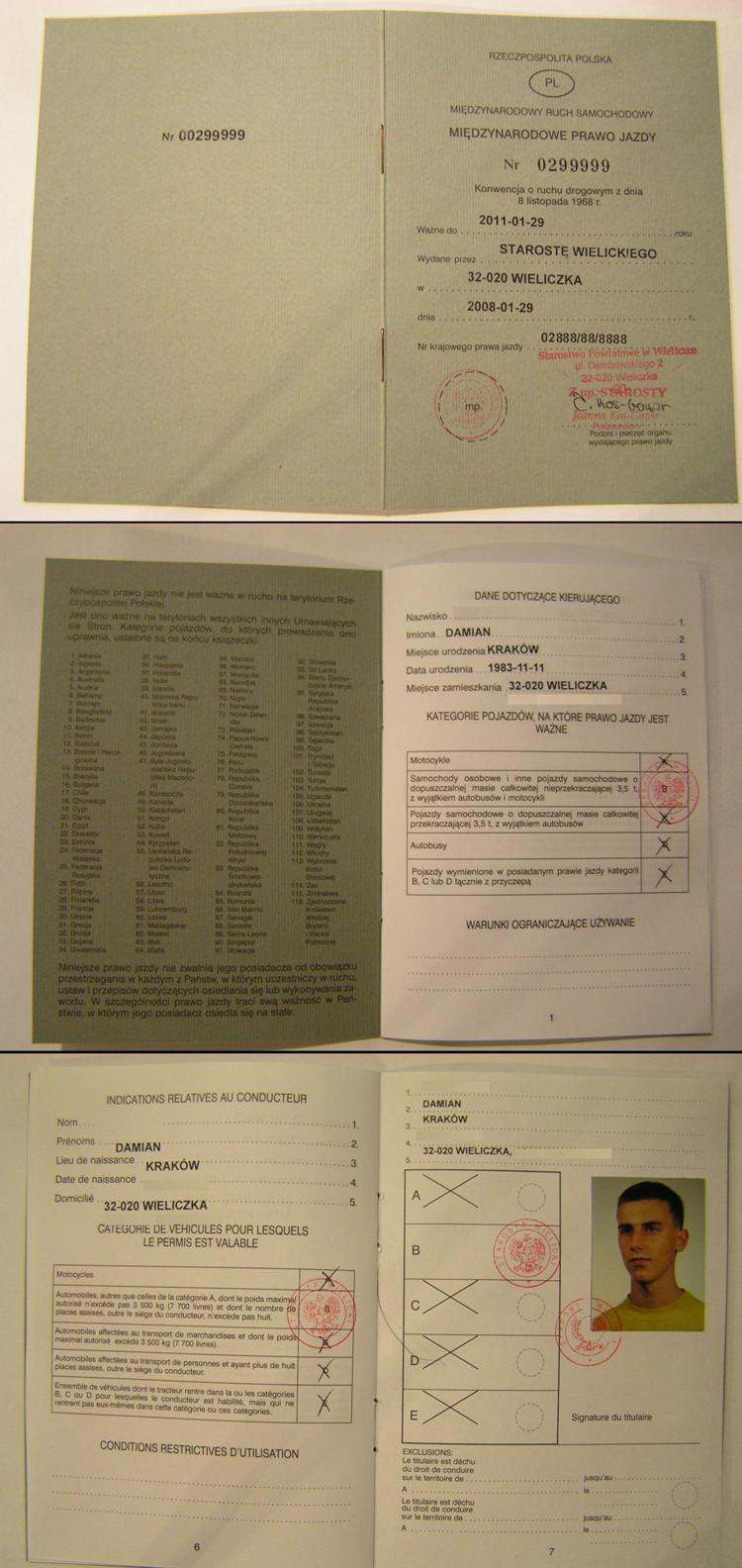
Międzynarodowe prawo jazdy wydawane w Polsce w 2008 r. zgodnie z Konwencją wiedeńską

Prawo jazdy w Polsce – dokument potwierdzający uprawnienia do prowadzenia pojazdów mechanicznych w Polsce, a w niektórych przypadkach także innego rodzaju pojazdów drogowych, jak rower czy pojazd zaprzęgowy. Dokument prawa jazdy jest wydawany od kilkudziesięciu lat przez polskie organy państwowe.

## Historia
Pierwsze przepisy poruszania się po drogach powstały w Polsce rozbiorowej w 1826 roku. Wraz z odzyskaniem niepodległości w roku 1918 pojawiły się pierwsze polskie prawa jazdy. W roku 1921 powstał pierwszy polski kodeks drogowy. Kolejne ustawy pochodziły z lat 1961, 1983 i obecnie obowiązująca – Ustawa z 20 czerwca 1997 r. Prawo o ruchu drogowym (pot. Kodeks drogowy).
W dzisiejszej Polsce warunki uzyskania oraz uprawnienia określa ustawa z 5 stycznia 2011 r. o kierujących pojazdami oraz rozporządzenia szczegółowe m.in.:
- Rozporządzenie Ministra Infrastruktury z dnia 24 listopada 2023 r. w sprawie egzaminowania osób ubiegających się o uprawnienia do kierowania pojazdami, szkolenia, egzaminowania i uzyskiwania uprawnień przez egzaminatorów oraz wzorów dokumentów stosowanych w tych sprawach[7],
- Rozporządzenie Ministra Infrastruktury i Budownictwa z 24 lutego 2016 r. w sprawie wydawania dokumentów stwierdzających uprawnienia do kierowania pojazdami[8].

Produkcją polskich praw jazdy oraz ich personalizacją zajmuje się Polska Wytwórnia Papierów Wartościowych S.A. Organem wydającym prawo jazdy jest starosta powiatowy właściwy dla miejsca zamieszkania kierowcy, a w przypadku miast na prawach powiatu – prezydent miasta, zaś w Warszawie organem wydającym prawo jazdy jest Prezydent miasta stołecznego Warszawy – właściwy urząd dzielnicy.

## Unijne prawo jazdy

Kategorie prawa jazdy w UE

W 2006 roku Parlament Europejski przyjął dyrektywę 2006/126/EEC ustanawiającą jednolity wzór prawa jazdy we wszystkich państwach członkowskich. W Polsce nowe prawo jazdy wprowadza ustawa z 5 stycznia 2011 r. o kierujących pojazdami.
Wydawane od stycznia 2013 roku prawa jazdy są ważne przez 15 lat – dla kierowców zawodowych 5 lat (kategorie C1, C, D1, D, C1+E, C+E, D1+E, D+E), podczas gdy w większości państw członkowskich okres ten wynosi jedynie 10 lat. Dokumenty wydane przed 19 stycznia 2013 roku zachowują ważność do 2033 roku. Wymiana dokumentu w związku z upływem terminu ważności nie wiąże się z koniecznością ponownego nabywania uprawnień do kierowania pojazdami.
Prawa jazdy używane przez kierowców będących mieszkańcami państw stowarzyszonych w Unii Europejskiej mają standardowy wygląd i zawierają standardowe informacje o kierowcy, wspólne dla wszystkich państw, opracowane w 1998. Odstępstwa od tej ogólnej zasady dotyczą drobnych elementów tego dokumentu. Polskie prawa jazdy wydawane od końca lat 90. spełniają te standardy.
Prawo jazdy jest kształtu i rozmiarów karty kredytowej (85,6 × 53,98 mm (standard ID-1 ISO/IEC 7810)).
4 marca 2019 została wprowadzona w Polsce zmiana, wedle której z awersu prawa jazdy zniknął adres zamieszkania kierowcy. Zmiana ta ma na celu ujednolicenie dokumentów osobistych, gdyż aktualny od 1 marca 2015 r. wzór dowodu osobistego również pozbawiony jest adresu. Wszystkie dotychczas wydane prawa jazdy zachowują swoją ważność i nie jest wymagana ich wymiana.

## Kategorie
Dokumentem stwierdzającym uprawnienie do kierowania pojazdami jest prawo jazdy określonej kategorii. Nie dotyczy to tramwajów (wymagane jest pozwolenie na kierowanie tramwajem) oraz:
1. rowerów, wózków rowerowych i pojazdów zaprzęgowych, hulajnóg elektrycznych i urządzeń transportu osobistego – osoby, które ukończyły 18 lat mogą kierować tego typu pojazdami bez dokumentów uprawniających, natomiast osoby, które nie osiągnęły tego wieku powinny posiadać kartę rowerową, prawo jazdy kategorii AM, A1, B1 bądź T lub jeździć pod opieką dorosłego;
2. motorowerów – osoby, które ukończyły 18 lat przed 19 stycznia 2013 r., zgodnie ze starymi zasadami mogą kierować motorowerami bez prawa jazdy;
3. pojazdów jednośladowych, w tym motocykli, z silnikiem o pojemności skokowej nieprzekraczającej 100 cm³ – osoby, które ukończyły 13 lat przed 15 stycznia 1954 r., zgodnie z ówczesnym stanem prawnym mogą kierować motocyklami i rowerami z silnikiem pomocniczym o ww. pojemności bez prawa przewożenia pasażerów oraz doczepiania wózków bocznych.
W powyższych przypadkach dokumentem stwierdzającym osiągnięcie wymaganego wieku jest dokument tożsamości lub dowolna kategoria prawa jazdy.
Prawo jazdy uprawnia do kierowania:
1. kategoria A
  1. motocyklem,
  2. pojazdami określonymi dla prawa jazdy kategorii AM,
2. kategoria A2 (od stycznia 2013 roku)
  1. motocyklem o mocy nieprzekraczającej 35 kW (47,6 KM) i stosunku mocy do masy własnej nieprzekraczającej 0,2 kW/kg, przy czym nie może on powstać w wyniku wprowadzenia zmian w pojeździe o mocy przekraczającej dwukrotność mocy tego motocykla (wyjaśnienie: ostatnie zdanie oznacza, że motocykle, których moc została zdławiona o więcej niż połowę, nie spełniają wymagań kategorii A2; tym samym, wyeliminowano możliwość użycia motocykli o mocy sprzed wprowadzenia modyfikacji powyżej 70 kW, czyli około 95,2 KM),
  2. motocyklem trójkołowym o mocy nieprzekraczającej 15 kW,
  3. pojazdami określonymi dla prawa jazdy kategorii AM,
3. kategoria A1
  1. motocyklem o pojemności skokowej silnika nieprzekraczającej 125 cm³ i mocy nieprzekraczającej 11 kW (14,9556 KM) oraz stosunku mocy do masy własnej nieprzekraczającym 0,1 kW/kg,
  2. motocyklem trójkołowym o mocy nieprzekraczającej 15 kW,
  3. pojazdami określonymi dla prawa jazdy kategorii AM,
4. kategoria AM (od stycznia 2013 roku)
  1. motorowerem,
  2. czterokołowcem lekkim,
5. kategoria B:
  1. pojazdem samochodowym o dopuszczalnej masie całkowitej nieprzekraczającej 3,5 t, z wyjątkiem autobusu,
  2. pojazdem, o którym mowa w pkt. 5.1 z przyczepą lekką,
  3. pojazdem, o którym mowa w pkt. 5.1, z przyczepą inną niż lekka, o ile łączna dopuszczalna masa całkowita zespołu tych pojazdów nie przekracza 3,5 t (po zdaniu dodatkowego praktycznego egzaminu państwowego dopuszczalna masa całkowita zespołu tych pojazdów może wynosić do 4,25 t),
  4. ciągnikiem rolniczym lub pojazdem wolnobieżnym, jednakże bez prawa ciągnięcia przyczepy lub tylko z przyczepą lekką
  5. motocyklem o pojemności skokowej silnika nieprzekraczającej 125 cm³ i mocy nieprzekraczającej 11 kW (14,9556 KM) oraz stosunku mocy do masy własnej nieprzekraczającym 0,1 kW/kg pod warunkiem posiadania kat. B minimum 3 lata (na podstawie nowelizacji, która obowiązuje od 24.08.2014)[14] (uprawnienie obowiązuje tylko na terenie Rzeczypospolitej. Niektóre państwa, tak jak Polska, dopuszczają poruszanie się motocyklami 125 cm³ po ich terytorium. Są to głównie państwa UE, ale uprawnienie to wynika z przepisów lokalnych i nie jest uznane międzynarodowo).
  6. motocyklem trójkołowym (L5e) pod warunkiem posiadania kat. B minimum 3 lata (uprawnienie obowiązuje tylko na terenie Rzeczypospolitej na podstawie nowelizacji, która obowiązuje od 22.12.2018[15]. Niektóre państwa, tak jak Polska, dopuszczają poruszanie się motocyklami trójkołowymi po ich terytorium. Są to zwłaszcza państwa pozaeuropejskie, które podpisały konwencję wiedeńską o ruchu drogowym, a także niektóre państwa europejskie na mocy krajowych przepisów),
  7. pojazdami określonymi dla prawa jazdy kategorii AM,
  8. czterokołowcem, o ile nie jest rejestrowany jako motocykl, również czterokołowcem lekkim (czterokołowiec zaliczany jest do pojazdów samochodowych)
6. kategoria B1 (zmiany od 2013 roku[16]):
  1. czterokołowcem,
  2. pojazdami określonymi dla prawa jazdy kategorii AM,
7. kategoria C:
  1. pojazdem samochodowym o dopuszczalnej masie całkowitej przekraczającej 3,5 t, z wyjątkiem autobusu, a także ciągnikiem rolniczym lub pojazdem wolnobieżnym,
  2. zespołem pojazdów złożonym z powyższego pojazdu oraz z przyczepy lekkiej,
  3. pojazdami określonymi dla prawa jazdy kategorii AM,
8. kategoria C1:
  1. pojazdem samochodowym o dopuszczalnej masie całkowitej przekraczającej 3,5 t i nieprzekraczającej 7,5 t, z wyjątkiem autobusu, a także ciągnikiem rolniczym lub pojazdem wolnobieżnym,
  2. zespołem pojazdów złożonym z powyższego pojazdu oraz z przyczepy lekkiej,
  3. pojazdami określonymi dla prawa jazdy kategorii AM,
9. kategoria D:
  1. autobusem, ciągnikiem rolniczym lub pojazdem wolnobieżnym,
  2. zespołem pojazdów złożonym z powyższego pojazdu oraz z przyczepy lekkiej,
  3. pojazdami określonymi dla prawa jazdy kategorii AM,
10. kategoria D1:
  1. autobusem przeznaczonym konstrukcyjnie do przewozu nie więcej niż 17 osób łącznie z kierowcą, a także ciągnikiem rolniczym lub pojazdem wolnobieżnym,
  2. zespołem pojazdów złożonym z powyższego pojazdu oraz z przyczepy lekkiej,
  3. pojazdami określonymi dla prawa jazdy kategorii AM,
11. kategoria T:
  1. ciągnikiem rolniczym lub pojazdem wolnobieżnym,
  2. ciągnikiem rolniczym z przyczepą (przyczepami) lub pojazdem wolnobieżnym z przyczepą (przyczepami),
  3. pojazdami określonymi dla prawa jazdy kategorii AM,
12. kategoria B+E, C+E lub D+E – pojazdem określonym odpowiednio w kategorii B, C lub D, łącznie z przyczepą, przy czym w zakresie kategorii B+E dopuszczalna masa całkowita ciągniętej przyczepy nie może przekraczać 3,5 t (DMC takiej przyczepy może być większe niż DMC pojazdu, ale jej RMC musi być mniejsza lub równa RMC pojazdu – art. 62 ust. 1 pkt 1 Ustawa Prawo o ruchu drogowym),
13. kategoria C1+E – zespołem pojazdów o dopuszczalnej masie całkowitej nieprzekraczającej 12 t, składającym się z pojazdu ciągnącego określonego w kategorii C1 i przyczepy o dopuszczalnej masie całkowitej nieprzekraczającej masy własnej pojazdu ciągnącego,
14. kategoria D1+E – zespołem pojazdów składającym się z pojazdu ciągnącego określonego w prawie jazdy kategorii D1 i przyczepy,
15. kategoria B i C1+E, B i D1+E, B i C+E lub B i D+E – zespołem pojazdów określonym w prawie jazdy kategorii B+E,
16. kategoria C+E i D – zespołem pojazdów określonych w prawie jazdy kategorii D+E.

Na terytorium Rzeczypospolitej Polskiej prawo jazdy:
1. kategorii B, C1, C, D1 i D uprawnia do kierowania ciągnikiem rolniczym, pojazdem wolnobieżnym oraz zespołem złożonym z tego pojazdu i przyczepy lekkiej;
2. kategorii B+E, C1+E, C+E, D1+E i D+E uprawnia do kierowania zespołem pojazdów złożonym z ciągnika rolniczego z przyczepą (przyczepami) lub pojazdu wolnobieżnego z przyczepą (przyczepami);
3. kategorii AM, A1, A2 i A uprawnia do kierowania zespołem pojazdów złożonym z pojazdu określonego dla tej kategorii wraz z przyczepą;
4. kategorii B uprawnia do kierowania motocyklem o pojemności skokowej silnika nieprzekraczającej 125 cm³, mocy nieprzekraczającej 11 kW i stosunku mocy do masy własnej nieprzekraczającym 0,1 kW/kg pod warunkiem, że osoba posiada prawo jazdy kategorii B od co najmniej 3 lat.

Dodatkowym warunkiem/warunkami wydania prawa jazdy:
1. kategorii C1, C, D1 lub D – jest odbycie szkolenia wymaganego do uzyskania prawa jazdy danej kategorii B i zdanie egzaminu państwowego wymaganego do uzyskania tej kategorii prawa jazdy;
2. kategorii B+E, C1+E, C+E, D1+E lub D+E – jest odbycie szkolenia wymaganego do uzyskania prawa jazdy danej kategorii B, C1, C, D1 lub D i zdanie egzaminu państwowego wymaganego do uzyskania jednej z tych kategorii prawa jazdy.

## Profil kandydata na kierowcę
Profil kandydata na kierowcę (PKK) to zestaw danych identyfikujący i opisujący osobę, która ubiega się o wydanie uprawnień do kierowania pojazdami. Profil PKK jest utworzony, przechowywany i aktualizowany w systemie teleinformatycznym. Na podstawie tego dokumentu dokonuje się zapisów na kursy prawa jazdy oraz na egzaminy państwowe.

## Egzamin teoretyczny na prawo jazdy
Warunkiem przystąpienia do egzaminu teoretycznego jest posiadanie ważnego w dniu egzaminu dokumentu potwierdzającego tożsamość (dowód osobisty, paszport, karta pobytu).
Egzamin teoretyczny odbywa się na terenie Wojewódzkiego Ośrodka Ruchu Drogowego. Czas trwania testu egzaminacyjnego wynosi 25 min. i jest on przeprowadzany w formie testu na komputerze w wyznaczonej sali.
W przypadku pytań podstawowych egzaminowany ma wybór jednej z dwóch zaproponowanych odpowiedzi oznaczonych wyrazami „TAK” albo „NIE”. Na przeczytanie treści ma 20 sekund, a na udzielenie odpowiedzi ma 15 sekund. Natomiast w pytaniach specjalistycznych do wyboru jest jedna z trzech wyświetlonych odpowiedzi oznaczonych literami A, B, C. Na zapoznanie się z treścią pytania i udzieleniem egzaminowany ma 50 sekund. Baza pytań egzaminacyjnych na prawo jazdy jest jawna i ogólnie dostępna dla każdej kategorii prawa jazdy.
Pytania są punktowane za 3, 2, 1 pkt. w zależności od ich znaczenia dla bezpieczeństwa ruchu drogowego. Niewskazanie żadnej odpowiedzi skutkuje otrzymaniem 0 pkt. Warunkiem uzyskania wyniku pozytywnego jest uzyskanie co najmniej 68 z 74 pkt. możliwych. Czas trwania części teoretycznej egzaminu państwowego wynosi 25 minut.
Tylko jedna odpowiedź jest prawidłowa i nie można cofnąć się do wcześniejszych pytań. Projekcja filmu wyświetla się tylko jeden raz i kończy się stop klatką, która trwa przez cały czas przeznaczony na udzielenie odpowiedzi.

## Egzamin praktyczny na prawo jazdy kat. B
Praktyczny egzamin na prawo jazdy kat. B w Polsce składa się z dwóch głównych etapów: części na placu manewrowym oraz jazdy w ruchu drogowym. Egzamin rozpoczyna się od sprawdzenia stanu technicznego pojazdu – zdający losuje dwa zadania, takie jak weryfikacja poziomu oleju, płynu chłodzącego czy sprawdzenie świateł. Następnie egzaminator ocenia przygotowanie do jazdy, w tym regulację fotela, lusterek oraz zapięcie pasów. Kluczowym elementem na placu jest wykonanie „łuku” – przejazdu po wyznaczonej trasie do przodu i tyłu – oraz ruszanie pod górę ze wzniesienia przy użyciu hamulca ręcznego. Dopiero po zaliczeniu tych zadań kandydat rusza w miasto, gdzie egzaminator ocenia m.in. sposób zmiany pasa ruchu, parkowanie i znajomość przepisów. Cały egzamin trwa zazwyczaj 40 minut, choć może zakończyć się po 25 minutach, jeśli wszystkie zadania zostaną wykonane bezbłędnie. Co istotne, popełnienie drobnego błędu nie oznacza automatycznego niezdania – kluczowe jest, aby nie zagrażać bezpieczeństwu ruchu drogowego.

## Wymagania
Prawo jazdy otrzymuje osoba, jeżeli:
1. przebywa na terytorium Rzeczypospolitej Polskiej przez co najmniej 185 dni w każdym roku kalendarzowym ze względu na swoje więzi osobiste lub zawodowe albo przedstawi zaświadczenie, że studiuje od co najmniej sześciu miesięcy.
2. osiągnęła wymagany dla danej kategorii wiek,
3. uzyskała orzeczenie lekarskie o braku przeciwwskazań zdrowotnych i psychologicznych do kierowania pojazdem,
4. odbyła wymagane szkolenie,
5. zdała z wynikiem pozytywnym egzamin państwowy w wojewódzkim ośrodku ruchu drogowego,

### Wiek
Wymagany dla danej kategorii wiek wynosi:
1. 10 lat – dla karty rowerowej
2. 14 lat – dla kategorii AM
3. 16 lat – dla kategorii A1, B1 lub T[25]
4. 18 lat – dla kategorii A2, B, B+E, C1 lub C1+E;
5. 20 lat – dla kategorii A w przypadku posiadania wcześniej przez 2 lata prawa jazdy kategorii A2.
6. 21 lat – dla kategorii C, C+E, D1 i D1+E
7. 21 lat – dla kategorii A w przypadku motocykli trójkołowych o mocy przekraczającej 15 kW (20,39 KM)[26]
8. 24 lata – dla kategorii A (w przypadku nieposiadania wcześniej prawa jazdy kategorii A2 przez co najmniej 2 lata), D i D+E.

Dla osób, które uzyskały kwalifikację wstępną określoną w przepisach rozdziału 7a ustawy z 6 września 2001 r. o transporcie drogowym, minimalny wiek do kierowania pojazdami określonymi w prawie jazdy kategorii/kategoriach:
1. C i C+E wynosi 18 lat;
2. D i D+E wynosi 21 lat.

Dla osób, które uzyskały kwalifikację wstępną przyspieszoną, określoną w przepisach rozdziału 7a ustawy z 6 września 2001 r. o transporcie drogowym, minimalny wiek do kierowania pojazdami określonymi w prawie jazdy kategorii/kategoriach D i D+E wynosi:
1. 23 lata lub
2. 21 lat, z tym że taka osoba może kierować wyłącznie pojazdami wykonującymi regularne przewozy osób na liniach komunikacyjnych w rozumieniu przepisów ustawy z 6 września 2001 r. o transporcie drogowym na trasie nieprzekraczającej 50 km.

### Liczba godzin szkolenia wymaganego dla danej kategorii
W przypadku teorii liczba godzin dla jednej kategorii prawa jazdy nie może być mniejsza niż:
- 30 godzin (szkolnych – 45 min.) dla kategorii A, A2, A1, AM, B, B1, T;
- 20 godzin dla kategorii C, C+E, D, D+E, C1, C1+E, D1, D1+E.

Dla zajęć praktycznych liczba godzin nie może być mniejsza niż:
- 15 godzin przy kategorii BE,
- 20 godzin przy kategorii A, A2, A1, AM, C1, C1+E, D1+E, T,
- 25 godzin przy kategorii C+E lub D+E,
- 30 godzin przy kategorii B, B1, C, D1,
- 60 godzin przy kategorii D.

Powyższe wymogi nie dotyczą osób ubiegających się o prawo jazdy kat. A, B, C, D, jeżeli posiadają prawo jazdy odpowiednio kat. A2 lub A1, B1, C1, D1 albo zaświadczenie o uzyskaniu pozytywnego wyniku egzaminu w zakresie prawa jazdy odpowiednio kat. A2 lub A1, B1, C1, D1.
W przypadku gdy osoba rozpoczyna szkolenie:
1. jednocześnie w zakresie więcej niż jednej kategorii, to:
- liczba godzin zajęć teoretycznych dla kategorii prawa jazdy A, A2, A1, AM, B, B1, T ulega zmniejszeniu o 10 godzin dla każdej kategorii,
- liczba godzin zajęć teoretycznych dla kategorii prawa jazdy C, C+E, D, DE, C1, C1+E, D1, D1+E, B+E ulega zmniejszeniu o 5 godzin dla każdej kategorii,

2. w zakresie kat. C, C1, D lub D1, to liczba godzin zajęć praktycznych ulega:
- zmniejszeniu o 10 godzin przy kat. C lub C1, jeżeli posiada odpowiednio prawo jazdy kat. D lub D1,
- zmniejszeniu o 20 godzin przy kat. D lub D1, jeżeli posiada odpowiednio prawo jazdy kat. C lub C1,

3. w zakresie kat. A lub B, to liczba godzin zajęć praktycznych ulega zmniejszeniu o 10, jeżeli osoba posiada prawo jazdy odpowiednio kat. A2 (także A1) lub B1.

## Zastrzeżenia
Prawo jazdy nie może być wydane m.in. osobie:
1. u której w wyniku badania przeprowadzonego przez psychiatrę lub specjalistę psychoterapii uzależnień stwierdzono aktywną formę uzależnienia od alkoholu lub środka działającego podobnie do alkoholu,
2. w stosunku do której orzeczony został – prawomocnym wyrokiem sądu – zakaz prowadzenia pojazdów mechanicznych, w okresie obowiązywania tego zakazu,
3. w stosunku do której wydano decyzję o cofnięciu uprawnienia do kierowania pojazdami lub zatrzymaniu prawa jazdy, w okresie i zakresie obowiązywania tej decyzji.

## Zatrzymanie prawa jazdy i cofnięcie uprawnień
Prawo jazdy zatrzymuje obligatoryjnie lub może zatrzymać organ określony w ustawie z dnia 20 czerwca 1997 r. – Prawo o ruchu drogowym lub w ustawie z dnia 5 stycznia 2011 r. o kierujących pojazdami w przypadkach w nich wskazanych. Decyzję o cofnięciu uprawnień wydaje starosta (w miastach na prawach powiatu – prezydent miasta) w przypadkach wskazanych w ustawie z dnia 5 stycznia 2011 r. o kierujących pojazdami. W szczególności wydaje się decyzję o cofnięciu uprawnień w razie orzeczenia wobec kierującego zakazu prowadzenia pojazdów mechanicznych.

## Informacje dodatkowe
Prawo jazdy może zawierać ograniczenie wynikające ze stanu zdrowia kierowcy lub możliwości prowadzenia określonego pojazdu.

- 01 – wymagana korekcja wzroku,
- 01.01 – okulary,
- 01.02 – soczewki kontaktowe,
- 01.03 – szkła ochronne,
- 01.04 – szkło matowe,
- 01.05 – przepaska na oko,
- 01.06 – okulary lub szkła kontaktowe,
- 02 – wymagana korekcja słuchu,
- 02.01 – aparat słuchowy jednouszny,
- 02.02 – aparat słuchowy obuuszny,
- 03 – wymagane używanie protez narządu ruchu podczas jazdy,
- 03.01 – proteza/szyna ortopedyczna kończyny górnej,
- 03.02 – proteza/szyna ortopedyczna kończyny dolnej,
- 05.01 – jazda tylko przy świetle dziennym,
- 05.03 – jazda bez pasażerów,
- 05.04 – jazda z prędkością nie większą niż X km/h
- 05.05 – jazda tylko w towarzystwie osoby posiadającej prawo jazdy,
- 05.06 – bez prawa ciągnięcia przyczepy,
- 05.07 – bez prawa jazdy po autostradach,
- 05.08 – zakaz spożywania alkoholu,
- 10 – wymagane modyfikacje w układzie zmiany biegów:
- 10.01 – ręczna zmiana biegów,
- 10.02 – automatyczna zmiana biegów,
- 10.03 – zmiana biegów sterowana elektronicznie,
- 10.04 – regulowana dźwignia zmiany biegów,
- 10.05 – bez przekładni dodatkowej,
- 15 – wymagana modyfikacja sprzęgła:
- 15.01 – regulowany pedał sprzęgła,
- 15.02 – sprzęgło sterowane ręcznie,
- 15.03 – sprzęgło automatyczne,
- 15.04 – składany lub odkręcany pedał sprzęgła za przegrodą,
- 20 – wymagane modyfikacje w układzie hamulcowym:
- 20.01 – regulowany pedał hamulca,
- 20.02 – powiększony pedał hamulca,
- 20.03 – pedał hamulca dostosowany do obsługi lewą stopą,
- 20.04 – pedał hamulca pod całą stopę,
- 20.05 – wychylny pedał hamulca,
- 20.06 – ręcznie sterowany hamulec roboczy,
- 20.07 – maksymalne użycie wzmocnionego hamulca roboczego,
- 20.08 – maksymalne użycie hamulca awaryjnego zintegrowanego z hamulcem roboczym,
- 20.09 – regulowane sterowanie hamulca postojowego,
- 20.10 – elektrycznie sterowany hamulec postojowy,
- 20.11 – nożny hamulec postojowy,
- 20.12 – składany lub odkręcany pedał hamulca za przegrodą,
- 20.13 – hamulec obsługiwany kolanem,
- 20.14 – elektrycznie sterowany hamulec roboczy,
- 25 – wymagane modyfikacje w układzie przyspieszenia:
- 25.01 – regulowany pedał przyspieszenia,
- 25.02 – pedał przyspieszenia pod całą stopę,
- 25.03 – wychylny pedał przyspieszenia,
- 25.04 – przyspieszenie sterowane ręcznie,
- 25.05 – przyspieszenie sterowane kolanem,
- 25.06 – serwoprzyspieszacz (elektroniczny, pneumatyczny itp.),
- 25.07 – pedał przyspieszenia po lewej stronie pedału hamulca,
- 25.08 – pedał przyspieszenia po lewej stronie,
- 25.09 – składany lub odkręcany pedał przyspieszenia za przegrodą,
- 30 – wymagane wspólne modyfikacje układów hamowania i przyspieszenia:
- 30.01 – pedały równoległe,
- 30.02 – pedały na tym samym lub prawie na tym samym poziomie,
- 30.03 – przesuwne pedały hamowania i przyspieszenia,
- 30.04 – pedały hamowania i przyspieszenia z przesuwem i szyną,
- 30.05 – składane lub odkręcane pedały hamowania i przyspieszenia,
- 30.06 – wypiętrzona podłoga,
- 30.07 – przegroda z boku pedału hamowania,
- 30.08 – przegroda na protezę z boku pedału hamulca,
- 30.09 – przegroda pod pedałami hamowania i przyspieszenia,
- 30.10 – podparcie pięty/nogi,
- 30.11 – elektryczne sterowanie hamowania i przyspieszenia,
- 35 – wymagane modyfikacje urządzeń sterowania (przełączniki świateł, wycieraczki szyby przedniej, spryskiwacz, sygnał dźwiękowy, kierunkowskazy):
- 35.01 – urządzenia sterowania obsługiwane bez negatywnego wpływu na kierowanie i obsługę,
- 35.02 – urządzenia sterowania obsługiwane bez puszczenia kierownicy i akcesoriów (gałek, dźwigni itp.),
- 35.03 – urządzenia sterowania obsługiwane bez puszczenia kierownicy i akcesoriów lewą ręką,
- 35.04 – urządzenia sterowania obsługiwane bez puszczenia kierownicy i akcesoriów prawą ręką,
- 35.05 – urządzenia sterowania obsługiwane bez puszczenia kierownicy i akcesoriów ze wspólnymi mechanizmami hamowania i przyspieszenia,
- 40 – wymagane modyfikacje w układzie kierowniczym:
- 40.01 – zwykły układ kierowania ze wspomaganiem,
- 40.02 – układ kierowniczy z aktywnym wspomaganiem,
- 40.03 – układ kierowniczy z systemem rezerwowym (sprzężeniem zwrotnym),
- 40.04 – wydłużona kolumna kierownicy,
- 40.05 – zmodyfikowana kierownica (grubszy lub cieńszy przekrój koła kierownicy, kierownica o mniejszej średnicy itp.),
- 40.06 – wychylne koło kierownicy,
- 40.07 – pionowe koło kierownicy,
- 40.08 – poziome koło kierownicy,
- 40.09 – kierowanie nożne,
- 40.10 – alternatywny system kierownicy (drążek itp.),
- 40.11 – gałka na kierownicy,
- 40.12 – szyna ortopedyczna ręki na kole kierownicy,
- 40.13 – ze stawem szynowym,
- 42 – wymagane modyfikacje lusterka (lusterek):
- 42.01 – zewnętrzne lusterko prawe lub lewe,
- 42.02 – zewnętrzne lusterko na wysięgniku,
- 42.03 – dodatkowe zewnętrzne lusterko pozwalające na obserwację ruchu,
- 42.04 – panoramiczne wewnętrzne lusterko,
- 42.05 – lusterko do obserwacji martwych pól,
- 42.06 – elektrycznie sterowane zewnętrzne lusterko (lusterka),
- 43 – wymagane modyfikacje fotela kierowcy:
- 43.01 – fotel kierowcy na dobrej wysokości obserwacyjnej i w normalnej odległości od kierownicy i pedałów,
- 43.02 – fotel kierowcy dostosowany do kształtu ciała,
- 43.03 – fotel kierowcy z oparciem bocznym stabilizującym pozycję,
- 43.04 – fotel kierowcy z podłokietnikiem,
- 43.05 – wydłużone szyny prowadzące fotela kierowcy,
- 43.06 – regulacja pasa bezpieczeństwa,
- 43.07 – pas bezpieczeństwa szelkowy,
- 44 – wymagane modyfikacje motocykli (obowiązkowe stosowanie subkodów):
- 44.01 – hamulec z pojedynczym sterowaniem,
- 44.02 – zmodyfikowany hamulec ręczny,
- 44.03 – zmodyfikowany hamulec nożny,
- 44.04 – zmodyfikowana rączka przyspieszenia,
- 44.05 – ręczna zmiana biegów i ręczne sprzęgło,
- 44.06 – zmodyfikowane lusterko (lusterka) wsteczne,
- 44.07 – zmodyfikowane wskaźniki kontrolne (kierunkowskazy, lampy hamulca itp.),
- 44.08 – wysokość siedzenia pozwalająca kierowcy na oparcie dwóch stóp na ziemi jednocześnie w pozycji siedzącej,
- 45 – wyłącznie motocykle z koszem,
- 50 – dla określonego pojazdu/nadwozia (numer identyfikacyjny pojazdu, VIN),
- 51 – dla określonego pojazdu/tablicy rejestracyjnej (numer rejestracyjny pojazdu, VRN),
- 69 – wyłącznie pojazdy wyposażone w blokadę alkoholową uniemożliwiającą uruchomienie silnika osobie znajdującej się w stanie po użyciu alkoholu – taki kod jest wprowadzony w przypadku orzeczenia przez sąd zmiany sposobu wykonywania zakazu prowadzenia pojazdów na zakaz prowadzenia pojazdów niewyposażonych w blokadę alkoholową, co jest możliwe po połowie okresu obowiązywania zakazu prowadzenia pojazdów, a w przypadku dożywotniego zakazu prowadzenia pojazdów – nie wcześniej niż po 10 latach obowiązywania zakazu
- 70 – wymiana prawa jazdy wydanego za granicą,
- 71 – wtórnik prawa jazdy (wydawany w przypadku utraty oryginalnego dokumentu prawa jazdy),
- 72 – ograniczenie kategorii A do kategorii A1 w odniesieniu do konkretnych pojazdów,
- 73 – ograniczenie kategorii B do kategorii B1 w odniesieniu do konkretnych pojazdów,
- 74 – ograniczenie kategorii C do kategorii C1 w odniesieniu do konkretnych pojazdów,
- 75 – ograniczenie kategorii D do kategorii D1 w odniesieniu do konkretnych pojazdów,
- 76 – ograniczenie kategorii CE do kategorii C1E w odniesieniu do konkretnych pojazdów,
- 77 – ograniczenie kategorii DE do kategorii D1E w odniesieniu do konkretnych pojazdów,
- 78 – wyłącznie pojazdy z automatyczną skrzynią biegów[27],
- 79 – (…) ograniczone do pojazdów, które spełniają wymogi specyfikacji wskazanej w nawiasach, w kontekście zastosowania art. 10 ust. 1 dyrektywy 91/439/EWG (wyłącznie motocykle trójkołowe),
- 90.01 – w lewo,
- 90.02 – w prawo,
- 90.03 – lewy,
- 90.04 – prawy,
- 90.05 – ręka,
- 90.06 – stopa,
- 90.07 – użytkowy,
- 95 – DD.MM.RRRR. dotyczy kategorii C1, C, D1, D, C1E, CE, D1E, DE, oznacza ukończenie szkolenia okresowego lub kwalifikacji wstępnej (posiadanie świadectwa kwalifikacji zawodowej),
- 96 – wymiana prawa jazdy kategorii B, na prawo jazdy kategorii B z rozszerzeniem do kierowania zespołem pojazdów o dmc przekraczającej 3,5 t i nieprzekraczającej 4,25 t,
- 100 – kody krajowe, ważne jedynie w odniesieniu do ruchu na terytorium Rzeczypospolitej Polskiej:
- 101 – wymagane dodatkowe oznakowanie pojazdu,
- 102 – wymiana uzyskanego przed dniem 1 lipca 1999 r. prawa jazdy kategorii C bez posiadania kategorii B prawa jazdy,
- 103 – wymiana uzyskanego przed dniem 1 lipca 1999 r. prawa jazdy kategorii D bez posiadania kategorii B prawa jazdy,
- 104 – wymiana prawa jazdy kategorii L, na prawo jazdy kategorii T z ograniczeniem do kierowania tylko pojazdami wolnobieżnymi,
- 105 – wymiana prawa jazdy kategorii TB, na prawo jazdy kategorii D z ograniczeniem do kierowania tylko trolejbusami;
- 106 – zakaz w zakresie kategorii B prawa jazdy przy posiadaniu kategorii C1, C, D1 lub D prawa jazdy,
- 107 – wymagane dostosowanie pojazdu do rodzaju schorzenia – szczególnie dla kierowców z upośledzeniem narządu ruchu, protezami kończyn itp.

W przypadku gdy ograniczenie dotyczy wszystkich posiadanych przez osobę kategorii prawa jazdy, odpowiedni kod umieszcza się wyłącznie w ostatnim wierszu tabeli.

## Międzynarodowe prawo jazdy
1. Prawo jazdy, z wyjątkiem prawa jazdy kategorii T, uprawnia do kierowania określonym w nim pojazdem w ruchu międzynarodowym, chyba że władze danego państwa wymagają, aby kierowca posiadał międzynarodowe prawo jazdy. W USA polskie prawo jazdy jest generalnie uznawane, nie jest wymagane nawet międzynarodowe prawo jazdy. Samo polskie prawo jazdy i np. karta kredytowa umożliwiają wypożyczenie samochodu[28][29].
2. Międzynarodowe prawo jazdy jest wydawane za opłatą przez właściwego starostę (prezydenta miasta na prawach powiatu). Jest ono wydawane na podstawie krajowego prawa jazdy na okres 3 lat. Okres jego ważności nie może jednak przekraczać terminu ważności krajowego prawa jazdy.

## Prawo jazdy wydane za granicą
1. Osoba posiadająca krajowe prawo jazdy wydane za granicą, określone w konwencjach o ruchu drogowym, może kierować odpowiednim pojazdem silnikowym na terytorium Rzeczypospolitej Polskiej w okresie 6 miesięcy od daty rozpoczęcia stałego lub czasowego pobytu.
2. Osoba posiadająca krajowe prawo jazdy wydane za granicą może otrzymać prawo jazdy odpowiedniej kategorii po oddaniu zagranicznego dokumentu organowi wydającemu prawo jazdy. Jeżeli prawo jazdy wydane za granicą nie jest określone w konwencjach o ruchu drogowym, dodatkowymi warunkami otrzymania polskiego prawa jazdy są zdanie części teoretycznej egzaminu państwowego i przedstawienie uwierzytelnionego tłumaczenia zagranicznego dokumentu.
3. Jeżeli prawo jazdy wydane za granicą zawiera ograniczenie terminu ważności, ograniczenie ze względu na stan zdrowia lub inne, należy to ograniczenie uwzględnić w wydanym prawie jazdy.

### Niehonorowanie zagranicznego prawa jazdy w Polsce
Rzeczpospolita Polska nie uznaje np. amerykańskiego prawa jazdy. Od obywateli USA wymagane jest specjalne prawo jazdy – tzw. Międzynarodowe prawo jazdy ang. International Driving Permit (z zezwoleniem na prowadzenie samochodu za granicą).